# Doraemon: Nobita và lịch sử khai phá vũ trụ
Doraemon: Nobita và lịch sử khai phá vũ trụ (ドラえもん のび太の宇宙開拓史 n.đ. Doraemon: Lịch sử thám hiểm vũ trụ của Nobita) là một bộ phim điện ảnh thể loại khoa học viễn tưởng sản xuất năm 1981 của đạo diễn Nishimaki Hideo, nằm trong loạt manga và anime nổi tiếng Doraemon. Đây là phim chủ đề thứ hai trong giai đoạn sản xuất thứ hai của xê-ri anime Doraemon, sau Nobita no Kyōryū (Chú khủng long của Nobita). Trước khi công chiếu, tác giả Fujiko F. Fujio đã sáng tác một manga chuyển tải toàn bộ nội dung phim và đăng trên tạp chí CoroCoro Comic của nhà xuất bản Shogakukan từ số ra tháng 9 năm 1980 đến tháng 2 năm 1981, sau đó nó được đóng thành tankōbon và trở thành tập thứ hai của xê-ri truyện dài Doraemon. Truyện phim mở đầu từ giấc mơ kỳ lạ của Nobita về một cuộc đào thoát có thật ngoài vũ trụ của cậu bé Roppu và người bạn đồng hành Chammy. Một sự cố kỹ thuật đã vô tình gắn kết tàu vũ trụ của Roppu với sàn phòng nhà Nobita qua cánh cửa liên không gian. Từ cánh cửa này, Nobita và Doraemon có thể khám phá hành tinh quê nhà của Roppu là Koyakoya, đồng thời giúp giải phóng cư dân nơi đây khỏi những kẻ áp bức họ.
Toho đã phân phối Doraemon: Nobita no Kyōryū tại Nhật Bản dưới định dạng VHS và DVD, sau đó phim được cấp phép phát hành DVD tại Tây Ban Nha bởi Luk Internacional. Tại Việt Nam, Nhà xuất bản Kim Đồng giới thiệu Doraemon: Nobita no Uchū Kaitakushi trước tiên qua phiên bản manga dưới tựa Bí mật hành tinh màu tím. Công ty Điện ảnh Thành phố Hồ Chí Minh phát hành phim bằng hình thức VCD thuyết minh tiếng Việt. Phim đã đạt 1,74 tỉ yên lợi nhuận phòng vé, trở thành tác phẩm điện ảnh có doanh thu cao thứ Nhì của năm 1981. Năm 2009, một phiên bản làm lại với chất lượng hoạt họa cao hơn ra mắt dưới nhan đề Eiga Doraemon: Shin Nobita no Uchū Kaitakushi.

## Nội dung
Tình cờ, Nobita và Doraemon gặp những người bạn ở Hành tinh Tím đang bị nạn qua cửa không gian dưới nền nhà và giúp họ trở về nhà an toàn. Qua những cuộc chuyện trò, cả hai biết được quá khứ của cư dân Hành tinh Tím và bọn người Hành tinh Đen độc ác. Vì sân bóng cũ của cả nhóm bị những học sinh lớp 6A ở trường trung học đến chiếm, Doraemon và Nobita rủ các bạn đến sân bóng mới trên Hành tinh Tím. Do lực hấp dẫn trên Hành tinh Tím yếu hơn nhiều so với Trái Đất nên việc chơi bóng gặp nhiều khó khăn, cả nhóm lại bị bọn người Hành tinh Đen truy đuổi nên Shizuka, Suneo và Jaian bỏ về. Cũng chính vì sự khác nhau về lực hấp dẫn ấy mà Doraemon và Nobita trở nên mạnh mẽ hơn khi ở Hành tinh Tím, cả hai đã nhiều lần cứu nguy cho những người bạn ở Hành tinh Tím. Việc này khiến tên cầm đầu bọn Hành tinh Đen rất tức tối, hắn ta mời tên sát thủ Xôxi đầu bạc. Tên này đã đặt quả bom X hẹn giờ hòng phá hủy Hành tinh Tím. Hắn còn lập kế hoạch dùng mìn để trừ khử Doraemon và Nobita nhưng không thành công. Thấy Ropull quyết định đột nhập căn cứ của bọn chúng, Chami vội tìm đến Nobita và Doraemon. Do quả mìn đã nổ trước đó nên cửa không gian trôi xa dần, nhưng cả hai vẫn đi đến Hành tinh Tím để cứu Ropull và cùng nhau xâm nhập căn cứ kia. Không may, bọn Hành tinh Đen phát hiện và truy đuổi khiến Doraemon mất bình tĩnh và lôi ra những món đồ linh tinh. Shizuka, Suneo và Jaian cũng đến ứng cứu. Kì lạ thay, quả bom X không nổ như dự kiến mà lại nguội dần. Thì ra trong số những món đồ linh tinh mà Doraemon lôi ra, chiếc khăn trùm thời gian đã theo gió và đến vướng vào quả bom khiến nó không phát nổ. Bọn người Hành tinh Đen bị cảnh sát vũ trụ bắt giữ, cả nhóm Doraemon phải chia tay với những người bạn ở Hành tinh Tím để trở về nhà, cánh cửa không gian cũng vừa biến mất.

## Sản xuất và phát hành
| Ōyama Nobuyo       | Doraemon      |
| Ohara Noriko       | Nobita        |
| Nomura Michiko     | Shizuka       |
| Tatekabe Kazuya    | Jaian         |
| Kimotsuki Kaneta   | Suneo         |
| Chijimatsu Sachiko | Mẹ Nobita     |
| Kato Masayuki      | Ba Nobita     |
| Sugaya Masako      | Roppul        |
| Sugiyama Kazuko    | Chammy        |
| Shibata Hidekatsu  | Giramim       |
| Yamada Eiko        | Fufu          |
| Tsukada Emiko      | Mẹ của Roppul |
| Koyama Mami        | Clem          |

Doraemon: Nobita no Uchū Kaitakushi do Nishimaki Hideo đạo diễn, Fujiko F. Fujio viết kịch bản và Kikuchi Shunsuke soạn nhạc, công chiếu ngày 14 tháng 3 năm 1981 với thời lượng 90 phút. Bài hát mở đầu là "Boku Doraemon" (ぼくどらえもん, dịch nghĩa "Tôi là Doraemon") do Oyama Nobuyo trình bày và bài hát kết thúc là "Pocket no Naka ni" (ポケッと中に, dịch nghĩa "Trong chiếc túi thần") do Ōyama Nobuyo và Young Fresh trình bày, lồng trong phim "Doraemon no Uta" (ドラえもんのうた, dịch nghĩa "Bài hát về Doraemon") do Ōsugi Kumiko trình bày và "Kokoro wo Yurashite" (心をゆらして, dịch nghĩa "Xao động con tim") do Iwabuchi Makoto trình bày. Một trailer giới thiệu được công bố trước đó và ngày nay vẫn có thể xem trên website chính thức của phim Doraemon. Tác phẩm được lấy cảm hứng sáng tác từ phim điện ảnh Shane (1953) của đạo diễn George Stevens và Brigadoon (1954) của đạo diễn Vincente Minnelli. Toho đã phân phối phim tại Nhật Bản dưới dạng băng VHS và Betamax phát bằng chất lượng âm thanh mono, về sau vào năm 1991 và năm 1993, Toho đã tái phát hành phim dưới dạng đĩa lade và VHS Ngày 19 tháng 7 năm 1996, Pony Canyon tiếp nối phân phối phim dưới dạng VHS,
và đến ngày 14 tháng 3 năm 2001 cũng chính công ty này lần đầu tiên cho ra mắt định dạng DVD của Nobita no Uchū Kaitakushi. Pony Canyon sau đó tái phát hành DVD với giá ưu đãi vào tháng 9 năm 2010 nhân kỷ niệm 30 năm công chiếu phim điện ảnh Doraemon.
Sau khi công chiếu tại Nhật Bản, Nobita no Uchū Kaitakushi tiếp tục được giới thiệu ở một số quốc gia khác. Phim đã công chiếu ở các rạp Thái Lan vào ngày 1 tháng 10 năm 1982. Ở Tây Ban Nha, phim được Luk International cấp phép phát hành dưới định dạng DVD. Ở Ý dưới sự cấp phép của Yamato Video qua các kênh Euro TV, Junior Tv và Supersix. Nobita no Uchū Kaitakushi cũng được ra mắt ở Đài Loan dưới định dạng VHS lồng tiếng Trung và ở Việt Nam dưới định dạng VCD thuyết minh tiếng Việt bởi Công ty Điện ảnh Thành phố Hồ Chí Minh (nay là Công ty Cổ phần Truyền thông - Điện ảnh Sài Gòn).

## Truyền thông

Bìa manga Nobita no Uchū Kaitakushi xuất bản tại Nhật Bản bởi Shogakukan vào năm 1984.

Tháng 9 năm 1980, Fujiko F Fujio cho đăng toàn bộ manga Nobita no Uchū Kaitakushi kéo dài sáu kỳ từ số tháng 9 năm 1980 đến số tháng 2 năm 1981 của CoroCoro Comic, Ngày 28 tháng 2 năm 1984, tankōbon biên tập lại các chương trước đó được Shogakukan ra mắt dưới ấn hiệu Tentomushi Comics, trở thành tác phẩm thứ hai trong loạt manga Daichōhen Doraemon (大長編ドラえもん Doraemon truyện dài). Một ấn bản điện ảnh đã được Shogakukan phát hành vào ngày 5 tháng 4 năm 1981. 
Tháng 2 năm 1995, một ấn bản bìa mềm khổ nhỏ hơn được ra mắt nhằm kỷ niệm sự thành công của loạt phim chủ đề suốt 15 năm. Tháng 9 năm 2010, Nobita no Uchū Kaitakushi tái xuất hiện trong quyển đầu tiên của tuyển tập Fujiko F. Fujio Toàn tập (藤子・Ｆ・不二雄大全集 Fujiko F. Fujio Daizenshū) dành cho loạt Daichōhen.
Năm 2014, nhân kỷ niệm 80 năm ngày sinh của Fujiko F. Fujio, Shogakukan đã tái bản tác phẩm dưới dạng ấn bản đặc biệt khổ rộng sử dụng một hình bìa hoàn toàn khác so với các lần phát hành trước đây, vốn là dự thảo bìa do chính tác giả minh họa lúc sinh thời. Một phiên bản truyện tranh màu chuyển tải những hình họa trong anime đã qua biên tập phát hành vào tháng 2 năm 2004.
Manga Nobita no Uchū Kaitakushi được Nhà xuất bản Kim Đồng ấn hành lần đầu tại Việt Nam vào năm 1993 với tên Bí mật hành tinh màu tím. Tựa của bộ truyện phiên âm thành Đôrêmon còn tên nhân vật được sửa đổi cho quen thuộc với cách đọc của thiếu nhi Việt Nam (xem thêm: Doraemon tại Việt Nam). Sau năm 1996, với việc ký kết bản quyền phát hành Đôrêmon ở Việt Nam, truyện được tái in ấn trở thành thứ hai trong loạt Truyện dài Đôrêmon tương ứng với loạt Daichōhen Doraemon ở Nhật Bản. Từ năm 2010, sau khi Kim Đồng tái phát hành bộ truyện Doraemon mới trong đó đổi lại tựa đề, tên nhân vật cũng như bản dịch trên tinh thần bám sát nguyên tác, nhan đề tập truyện cũng được thay thành Nobita và lịch sử khai phá vũ trụ. Là một phần của bộ truyện tranh nổi tiếng có những tác động văn hóa nhất định ở Việt Nam, Doraemon: Nobita và lịch sử khai phá vũ trụ đã trải qua nhiều lần tái bản. Kim Đồng cũng phát hành ấn bản phiên bản biên tập hình họa từ phim anime. Tập truyện này cũng được mua bản quyền phát hành tại Thái Lan bởi Nation Edutainment, tại Đài Loan bởi Nhà xuất bản Thanh Văn, tại Hồng Kông bởi Culturecom Holdings, và tại Mỹ bởi Shogakukan Inc.

## Đón nhận
Nobita no Uchū Kaitakushi đạt 1,75 tỉ yên doanh thu phòng vé với lượng khán giả ghi nhận 
vào năm 1981 là 3,6 triệu người. Đây là phim có doanh thu cao thứ Hai của năm 1981. Trong tập phim thứ 308 trong giai đoạn 3 của anime phát sóng ngày 7 tháng 8 năm 2009, hình ảnh chú voi Pao Pao trong phim được tái hiện vài giây trong phân cảnh Nobita chìm vào giấc mơ do ảnh hưởng của "Cỗ máy người hùng trong mơ". Năm 2009, phim được làm lại với công nghệ hoạt họa hiện đại cùng một số thay đổi trong kịch bản và được ra mắt nhiều nơi hơn trên thế giới. 